# Orb
Orb je 145 km dolga reka v južni Franciji.

## Geografija
Reka izvira pod vrhom vulkanskega izvora Escandorgue v južnem delu Centralnega masiva, od koder teče proti zahodu do vodnega zbiralnika d'Avène, med kraji Ceilhes-et-Rocozels in Avène. Od tam steče proti jugu skozi istoimensko sotesko vse do Le Bousqueta. Nekoliko nižje pri Bédarieuxu znova steče proti zahodu mimo zdravilišča Lamalou-les-Bains. Ob ponovni spremembi smeri proti južno ležečemu Roquebrunu se vanjo z desne zliva reka Jaur, njen največji pritok, dolg 35 km. Po prehodu skozi ozko sotesko vstopi v obsežno ravnino bitteroise, kjer se nahaja največji kraj ob njej, Béziers. Na tem mestu reko preči vodni kanal Canal du Midi. 15 km naprej se pri letovišču Valras-Plage izliva v Levji zaliv.